# 下宅子
下宅子，原寫為下宅仔，是臺灣臺南市西港區的一個傳統地域名稱，位於該區北部西側。相較於今日行政區，其範圍大致包括營西里西、金砂里西半部不含西部南側凸出部分的西北部，以及佳里區的鎮山里東部凸出部分的東南側。
本地區境內主要聚落為下宅仔。

## 歷史
台灣日治初期，下宅子地區為一街庄，稱為「下宅仔庄」（舊制街庄），隸屬於西港仔堡。該庄昔日北與新宅庄為鄰，東與後營庄為鄰，東南與八份庄為鄰，西南邊及西邊南段為中州庄，西邊中至北段為蕭壠庄。
1901年（日治明治三十四年）11月11日，全台廢縣廳改設二十廳，該庄隸屬於鹽水港廳。1904年（明治三十七年）4月1日，該庄編入「後營區」，隸屬於鹽水港廳。1906年（明治三十九年）4月1日，鹽水港廳內管轄區域調整，該庄改隸屬於「安業區」。1909年（明治四十二年）10月25日，全台合併二十廳為十二廳，安業區改隸屬於臺南廳。1920年（大正九年）10月1日，全台地方制度大改正，廢十二廳改設五州二廳，該庄改制並雅化為「下宅子」大字，隸屬於臺南州北門郡西港庄（新制街庄）。
戰後西港庄改制為西港鄉，隸屬於臺南縣，大字亦改制為村。1950年（民國39年）10月25日，雲、嘉、南分治，西港鄉仍隸屬於臺南縣。2010年（民國99年）12月25日，臺南縣、市合併為直轄臺南市，西港鄉改制為西港區。

## 聚落
本地區發展較早的聚落為下宅仔、謝厝藔（已消失），在日治初期的官方地圖上已有記載。

## 交通
省道台19線又稱「中央公路」，是彰化至永康的幹道，經過本地區西部南側邊界地帶。由該道路北行可前往佳里區、學甲區、鹽水區、嘉義縣義竹鄉等地；南行可前往西港區西港市區、安定區、安南區、永康區西端，並止於六甲頂地區的省道台1線轉角路口。
區道南44線是檳榔林至檨仔林的道路，其西側端點（起點）位於本地區西南部邊界地帶的省道台19線路口。
區道南44-1線是鎮山至後營的道路，經過本地區下宅仔聚落北郊。
區道南46線是蚶西港至中洲的道路，其東側端點（終點）位於本地區西南部邊界地帶的省道台19線路口。
區道南51線是佳里興至下宅子的道路，其南側端點（終點）位於本地區中南部的區道南44線路口，由此向北北西會經過本地區下宅仔聚落。